# Срібне крісло
«Срібне крісло» (англ. The Silver Chair) — фентезійний роман (казкова повість) К. С. Льюїса, шоста частина гепталогії «Хроніки Нарнії» (1950—1956). Уперше вийшов у видавництві Джеффрі Блеза (Geoffrey Bles) 1953 року. З усіх частин «Хронік Нарнії» був четвертим у порядку написання й публікації (після «Лев, Біла Відьма та шафа», «Принц Каспіан» і «Подорож Досвітнього мандрівника»). Ілюстрації виконала художниця Пауліна Бейнс, вони відтворювались і в багатьох наступних виданнях.
«Срібне крісло» було присвячене Ніколасу Гарді (Nicholas Hardie), синові Коліна Гарді, члена гуртка «Інклінгів».
Дія роману відбувається переважно в нарнійському світі, через кілька десятиліть після подій «Подорожі Досвітнього мандрівника» (в Англії минув тільки рік).
Повість екранізована в 1990 році, як складова серіалу, який випустила компанія BBC.

## Сюжет
Дія повісті починається у 1940-х роках в одній з англійських експериментальних шкіл (або «домів», англ. Experiment House), де вчиться Юстес Скрабб — родич братів і сестер Певенсі. На відміну від більшості британських навчальних закладів, в «Експериментальному Домі» практикується змішане навчання: хлопчики з дівчатами. У школі панують вельми жорстокі звичаї, банда хуліганів тероризує слабших учнів. Одна з учениць на ім'я Джилл Поул, доведена до відчаю, плаче на дворі за гімнастичним залом. Раптово до неї підходить Юстес, і щоб втішити її, розповідає їй про Нарнію й про Аслана, потім пропонує закликати його, повернувшись обличчям до сходу. Неочікувано з'являється банда хуліганів, що шукають Джилл, вона разом з Юстесом мусить втікати. Намагаючись вибратися з території школи через хвіртку в кам'яному мурі, діти потрапляють до незвичайної країни, а Експериментальний Дім з хуліганами таємничим чином зникає.
Юстес і Джилл проходять через ліс й опиняються на високому скельному обриві, прямо під ними лежать хмари. Між ними стається сварка, Юстес намагається відтягнути Джилл від краю обриву, внаслідок чого зривається з нього. Перелякана Джилл бачить величезного лева, який дме пащею, нахилившись над обривом. Покінчивши з цим, він віддаляється. Дівчинка, виплакавши сльози, відчуває сильну спрагу й шукає води. Незабаром вона знаходить струмок, поруч якого лежить лев. Спочатку вона боїться наблизитися до нього, але подолавши страх, підходить і п'є воду. Лев починає говорити з нею, вона дізнається, що це і є той самий Аслан, про якого їй розповідав Скрабб і що їм обом доручено важливе завдання: врятувати сина нарнійського короля. Аслан повідомляє Джилл про те, що вона завжди повинна пам'ятати чотири знаки: Юстес має знайти свого старого друга й заговорити з ним; треба дістатися зруйнованого міста; побачивши напис на камені, слід вчинити, як він велить; треба надати допомогу тому, хто попросить її ім'ям Аслана. Переконавшись, що Джилл добре вивчила знаки, він відправляє її в Нарнію на своєму диханні, як на вітрі. Пролетівши над східними морями нарнійського світу, Джилл опиняється в незнайомій країні поруч пишного замку. Неподалік вона знаходить Юстеса, що прибув сюди кількома хвилинами раніше. Вони бачать, як дуже старий король прощається з народом і відпливає на кораблі. Джилл розповідає Юстесу про перший знак, але він запевняє її, що нікого із знайомих тут не впізнає. Діти знайомляться з пугачем Сяйнокрилом, від нього Юстас з подивом дізнається, що старий король — це його друг Каспіан X, з яким рік тому він плавав на східний край світу. Він згадує про розбіжності в часі, про які йому говорили Едмунд і Люсі: виявилося, що у Нарнії з тих подій вже минуло 50 років. Намісник короля гном Трампкін дає розпорядження влаштувати дітей у Кер-Паравелі. Вночі Сяйнокрил відносить Юстеса й Джилл на совину раду в закинутому замку, де вони дізнаються історію зникнення сина Каспіана, принца Ріліяна (Риліана): десять років тому королева (дочка чарівника-зірки Раманду) була вкушена змією й померла, а принц, прагнучи відомстити за матір, часто вирушав у північні нарнійські землі. Під час одної з подорожей він зник безслідно. Лорд Дриніан, який іноді супроводжував принца в мандрах, повідомив короля, що Ріліян був зачарований якоюсь жінкою в зеленому… Виявляється, що Каспіан вирішив пливти знову на схід, шукати там Аслана й питати його, кому бути спадкоємцем трону. Рада приймає рішення шукати принца в пустельних землях на північ від Нарнії, сови відносять дітей до Хмуротваня, представника незвичайного нарнійського народу хитайболотів (схожих водночас на людей і на жаб), який має бути проводирем у їхній подорожі.
Протягом багатьох днів діти й хитайболот верстають путь по плоскогір'ю в північних землях, населених велетнями. Біля старовинного мосту вони зустрічають двох вершників: леді в зеленій сукні на білому коні та лицаря в чорних обладунках на чорному. Люб'язна вершниця радить подорожанам перепочити в замку «добрих велетнів» Гарфанг, до якого всього пара днів ходу і вона просить передати господарям замку, що «пані в зеленому шле діток до осіннього свята». Хмуротваню не подобається і вона й її пропозиція йти до велетнів, але він погоджується перепочити в Гарфанзі. Сніжним і вітристим вечором Юстес, Джилл і Хмуротвань нарешті добираються до Гарфанга, на своєму шляху подолавши пагорб із дивними стовпами, схожими на фабричні димарі, й ровами незвичайної форми. Подорожан радо зустрічають велетні разом з королем і королевою, ситно годують і надають притулок. З вікна кімнати діти й хитайболот виявляють, що пагорб з дивними спорудами — зруйноване велетенське місто, а рови — гігантські літери, з яких складаються слова «Піді мною». Вони осягають, що це другий і третій знаки, про які казав Аслан. Того ж дня король і королева, а з ними майже всі мешканці замку від'їздять на полювання, залишивши Юстеса, Джилл і Хмуротваня під наглядом кількох старих велетнів. Дітям і хитайболоту вдається перехитрити стару велетку й вислизнути із замку, вони прямують до зруйнованого міста. Велетні, що повернулися з полювання, починають переслідувати їх: люди вважалися в них делікатесом, і їх готували на осіннє свято (про це подорожани випадково дізналися на кухні, із записів у кухарській книзі). Втікши від собак у печеру, Юстес, Джилл і Хмуротвань блокують вхід камінням, а потім раптово з'їздять кудись униз. У глибинах їх зустрічають вартові Бездонного Королівства, які велять подорожанам слідувати за ними до королеви. Під конвоєм діти й хитайболот йдуть підземними ходами, спускаючись дедалі глибше. У підземних печерах вони бачать дивних приспаних істот: небачених чудовиськ і велетня Батька Часа, яким приречено пробудитися в кінці світу. Потім конвой сягає підземного моря, дітей і хитайболота усаджують на корабель, плавання триває багато днів, перш ніж судно входить у гавань підземного міста. Заарештованих ведуть до королеви, але в палаці якийсь молодий чоловік вимагає привести чужоземців до себе. Він впізнає їх: ним виявляється той самий чорний лицар, який супроводжував пані в зеленому і не промовив тоді жодного слова. За розповідями лицаря, він сам не знає свого походження, йому відоме тільки, що пані хоче зняти з нього якісь чари, допомогти завоювати країну на поверхні землі й зробити його там королем. Лицар виглядає дещо хворим і неприємним. Він повідомляє, що зараз його мають прив'язати до крісла й просить в жодному разі не звільняти його: інакше він перетвориться на змія. Повернувшись до кімнати, Юстес, Джилл і Хмуротвань бачать лицаря прив'язаним до срібного крісла, вид його виражає муку, він благає їх звільнити його, бо в нього нема сил більш страждати в підземній могилі. Діти й хитайболот спочатку стійко опираються цим молінням, пам'ятаючи про його ж попередження. Раптово він заклинає їх ім'ям самого Лева Аслана. Зрозумівши, що це четвертий знак, Юстес і Хмаротвань перерізують пута. Опинившись на свободі, лицар рубає ненависне крісло мечем, а потім повідомляє, що його зовуть Ріліян і він син короля Каспіана. Неочікувано повертається пані в зеленому й чарами намагається втримати принца в полоні: кидає зілля на вугілля в каміні, грає на чарівній мандоліні, навіює, що нема ні Нарнії, ні Сонця, ні Аслана. Діти й принц переможені чаклунством і готові здатися, але Хмуротвань топче босими ногами вугілля із зіллям в каміні й заявляє відьмі, що «буде вірити в Аслана, навіть якщо його нема й жити як нарнієць, навіть якщо нема ніякої Нарнії». Обурена відьма обертається на величезну змію й починає душити принца, але його рятують Хмуротвань і Юстес, і Ріліян рубає відьмі-змії голову, відомстивши за матір. Після кончини володарки Бездонне Королівство починає руйнуватися, море виходить з берегів і заливає місто. Діти, принц і хитайболот біжать до стайні, беруть коней Сніжинку й Чорносмола й втікають на них із замку в напрямку ходу на поверхню, який рили з метою завоювання Нарнії. Хід підіймається дедалі вище і стає вужчим і нижчим, але раптово закінчується тупиком. Джилл, а слід за нею й Юстесу вдається вибратися через вузьку нору на поверхню, у центр Нарнії, на поляну, де відбувається Великий Сніжний Танок. Вона просить нарнійців про допомогу, кроти й гноми розкопують схил пагорба, звільняють Хмуротваня, Ріліяна й коней. Нарнійці вчиняють теплий прийом і влаштовують святковий бенкет у печері. Наступного ранку прилітає пугач Сяйнокрил і велить дітям їхати до Кер-Паравела, бо принц Ріліян має зустріти там батька, якому Аслан наказав уві сні повертатися з плавання до Нарнії. Верхи на кентаврах Юстес і Джилл дістаються замку, там вони стають свідками зустрічі Ріліяна з батьком і смерті старого короля. У цю мить скорботи дітям з'являється Лев Аслан, говорить їм, що вони «виконали своє задання» і переносить їх назад у свою країну за східним краєм світу.
У країні Аслана чомусь продовжує звучати жалобна музика, на дні струмка Юстес і Джилл неочікувано бачать мертвого Каспіана, Лев і діти оплакують померлого короля. Потім краплею своєї крові Аслан воскрешає Каспіана, він знову стає таким, яким Юстес знав його під час плавання на «Досвітньому Мандрівнику» (втім, автор зазначає, що саме поняття «вік», як і «час», у країні Аслана незастосовне). Каспіан обіймає й цілує Лева, а здивованому Юстесу говорить, що «він не примара, бо нею неможливо бути в країні Аслана» і що «він став би примарою, з'явившись зараз в Нарнії чи у вашому світі» (при цьому Аслан підтверджує факт його смерті). Каспіан просить Лева дозволу побачити «їхній» світ (тобто світ, де знаходиться Англія), Аслан погоджується, сказавши: «ти не можеш більше хотіти неналежного, бо ти вмер». Діти, Каспіан і Лев йдуть через ліс і опиняються перед кам'яним муром двору Експериментального Дому в Англії. Аслан ричанням робить пролом у стіні, за нею показуються хулігани, що гналися за Юстесом і Джилл. Побачивши Лева, вони в паніці втікають, діти й король переслідують їх: Каспіан і Юстес лупцюють хлопчаків плоским боком мечів, а Джилл шмагає дівчат хлистом. У директорки школи починається істерика, вона викликає поліцію, повідомляючи про «лева з цирку й озброєних кримінальників з в'язниці». Юстес і Джилл добираються до своїх кімнат, Каспіан повертається до Аслана, Лев відновлює стіну. Оскільки прибула поліція не знаходить нічого з того, про що казала директорка, у школі відбувається значний скандал, під час якого непутящу керівницю Експериментального Дому звільняють з посади. Обстановка в школі дещо поліпшується, Юстес і Джилл назавжди залишаються друзями.

## Алюзії
- Протоієрей Димитрій Струєв вбачає в наказі Аслана щоденно повторяти знаки необхідність щоденної молитви, молитовного правила. Основною темою цієї повісті циклу, на його думку, є духовна дисципліна[4].
- Епізод з оживленням Каспіана в країні Аслана Струєв розглядає як алюзію на животворну Кров Господню, як єдине в усьму циклі «Хронік» нагадування про Причастя[4].
- Звільнення Ріліана від срібного крісла відсилає до звільнення Тесея і Піріфоя з Аїду, яке здійснив Геракл під час полонення Цербера.

## Цікаві факти
- У 15-му розділі під час розмови в печері звірі, фавни й гноми припускають, що «зла чаклунка, без сумніву, з тієї ж породи, що Біла Відьма, яка колись наслала довгу зиму на Нарнію». Після цього деякі читачі сприйняли це як вказівку на те, що Біла Відьма Джадіс з двох перших повістей циклу знову повернулася до життя в новому обличчі. У пізніших виданнях списки персонажів, здається, просувають цю думку, проте, вона не знаходить підтвердження в самому тексті: Зелена Відьма показана як змія-перевертень, а ця особливість ніколи не приписувалася королеві Джадіс.
- У 3-му розділі на бенкеті в Кер-Паравелі менестрель співає епічну пісню під назвою «Кінь та його хлопчик», у якій згадуються головні персонажі однойменної повісті, що була написана К. С. Льюїсом рік по тому.

## Адаптації
Перша екранізація — «Срібне крісло», третя частина серіалу «Хроніки Нарнії», що випустила компанія BBC 1990 року.
1 жовтня 2013 року C.S. Lewis Company оголосила про угоду з The Mark Gordon Company на сумісне виробництво фільму «Хроніки Нарнії: Срібне крісло», який має слідувати за попередніми екранізаціями в порядку написання частин циклу (на противагу проєкту Walden Media зробити четвертим фільмом екранізацію «Небожа чаклуна»). Марк Гордон і Дуглас Грешем, як і директор C.S. Lewis Company Вінсент Зібер мають бути продюсерами й працювати над сценарієм у Mark Gordon Company. 5 грудня повідомили, що сценарій напише Девід Мейджі. У січні 2016 р. Гордон заявив, що його фільм послугує «перезавантаженням» кінофраншизи. Повідомлялося, що разом з Mark Gordon Company і C.S. Lewis Company фінансуванням фільму будуть займатися компанії Sony Pictures і Entertainment One. У квітні 2017 р. стало відоме, що режисером екранізації буде Джо Джонстон.

## Переклади українською
У 2008 році дніпровське видавництво «Проспект» видало перший український переклад «Срібного крісла» Вікторії Наріжної у складі першого повного українського видання циклу («Лев, Біла Відьма та шафа», «Кінь та його хлопчик», «Небіж чаклуна» та «Срібне крісло» у перекладі Вікторії Наріжної, «Принц Каспіян» і «Подорож Досвітнього мандрівника» у перекладі Софії Андрухович та «Остання битва» у перекладі Л. Овсянникової).
Харківське видавництво КСД також видало новий переклад «Срібного крісла» Ігоря Ільїна та Олександра Кальниченка за участі Катерини Воронкіної (у складі нового видання «Хронік Нарнії» у 2012—2014 роках)
У 2017 видавництво KM Books перевидало переклад Вікторії Наріжної.